# Hevosluoto (ö i Satakunta)
Hevosluoto är en ö i Finland.   Den ligger i kommunen Euraåminne (tidigare Luvia) i den ekonomiska regionen  Björneborgs ekonomiska region  och landskapet Satakunta, i den sydvästra delen av landet, 230 km nordväst om huvudstaden Helsingfors. Arean är 0,56 kvadratkilometer.
Terrängen på Hevosluoto är mycket platt. Den sträcker sig 0,9 kilometer i nord-sydlig riktning, och 1,5 kilometer i öst-västlig riktning.